# Мурадов, Сахат Непесович
Сахат Непесович Мурадов (туркмен. Sahat Nepesowiç Myradow, 7 мая 1932 года, город Иваново, Ивановская область, РСФСР, СССР — 29 октября 2011, Ашхабад, Туркменистан) — туркменский политический деятель, 1990—2001 года Председатель Верховного Совета (с 1995 года Меджлиса Туркменистана). Уволен на пенсию с вынесением благодарности «за вклад в становление парламента и длительную государственную деятельность».
Член КПСС с 1951 года. C 1991 года — член демократической партии Туркменистана.

## Биография
Сахат Мурадов родился в городе Иваново, в семье служащего. Родом из племени ахал-теке. Окончил Туркменский Сельскохозяйственный институт в 1956 году, по специальности инженер-гидротехник.
Трудовую деятельность начал в 1952 году, освобожденным секретарем комитета ЛКСМ Туркменского сельскохозяйственного института им. М. И. Калинина, одновременно учился в этом вузе. Работал председателем профсоюзного комитета ТСХИ, в 1956—1957 старший лаборант, ассистент на одной из кафедр в ТСХИ.
В 1957—1960 — аспирант Института антисейсмического строительства. В 1960—1964 — м.н.с. в Институте сейсмостойкого строительства АН ТССР, заведующий отделом НИИ водных проблем и гидротехники. 1964—1965 — заместитель председателя Совета по координации научной деятельности АН ТССР. В 1965 — заместитель заведующего, с 1965 — заведующий отделом науки учебных заведений аппарата ЦК КПТ.
В 1970—1979 — ректор ТГУ. В 1979—1985 — министр высшего и среднего специального образования Туркменской ССР. В 1985—1990 — ректор Туркменского Политехнического института.
C мая 1990 — член ЦК КПТ. C апреля 1991 член Бюро ЦК КПТ. В январе 1990 года на выборах в ВС ТССР получил 35 % голосов избирателей. При повторном голосовании также имел низкий рейтинг. В январе-ноябре 1990 — Первый Заместитель председателя ВС ТССР, а с ноября 1990-май 2001 годов Председатель Верховного Совета (с 1995 — Меджлиса).
С 2001 года пенсионер.
Профессор, автор трёх книг.

## Награды
- Дважды награждался орденом Трудового Красного Знамени, медали и Почетной грамоты Президиума ВС Туркменистана, орденами и медалями независимого Туркменистана. Имеет почётное звание «Заслуженный работник высшей школы Туркменистана».
- Медаль «За любовь к Отечеству» (21 октября 2016 года, посмертно) — за большие успехи в упрочении независимости и суверенитета Туркменистана, приумножении экономического потенциала и международного авторитета страны, реализации государственных программ по планомерному развитию промышленной, нефтегазовой, транспортно-коммуникационной, сельскохозяйственной и водохозяйственной отраслей, других секторов экономики, в образцовой государственной и общественной деятельности, за весомый вклад в ускоренное развитие сфер науки и техники, литературы, культуры и искусства, физкультуры и спорта, образования, здравоохранения и социальных услуг, воспитание молодёжи в духе безграничной любви, уважения и преданности Родине, мужества и добросовестности, учитывая особые заслуги перед независимым государством и родным народом, многолетний добросовестный, и самоотверженный труд, а также в ознаменование славного 25-летнего юбилея великой независимости нашего нейтрального государства[2].